# (5532) Ichinohe
(5532) Ichinohe est un astéroïde de la ceinture principale découvert le 14 février 1932 par l'astronome allemand Karl Wilhelm Reinmuth.

## Historique
Le lieu de découverte, par l'astronome allemand Karl Wilhelm Reinmuth, est Heidelberg (024).
Sa désignation provisoire, lors de sa découverte le 14 février 1932, était 1932 CY.